# Waldkirch
Pour la commune suisse, voir Waldkirch (Saint-Gall).
Waldkirch est une ville (Große Kreisstadt) de l'arrondissement d'Emmendingen, dans le Land de Bade-Wurtemberg, en Allemagne. Sa population s'élève à d'environ 21 500 habitants.

## Géographie

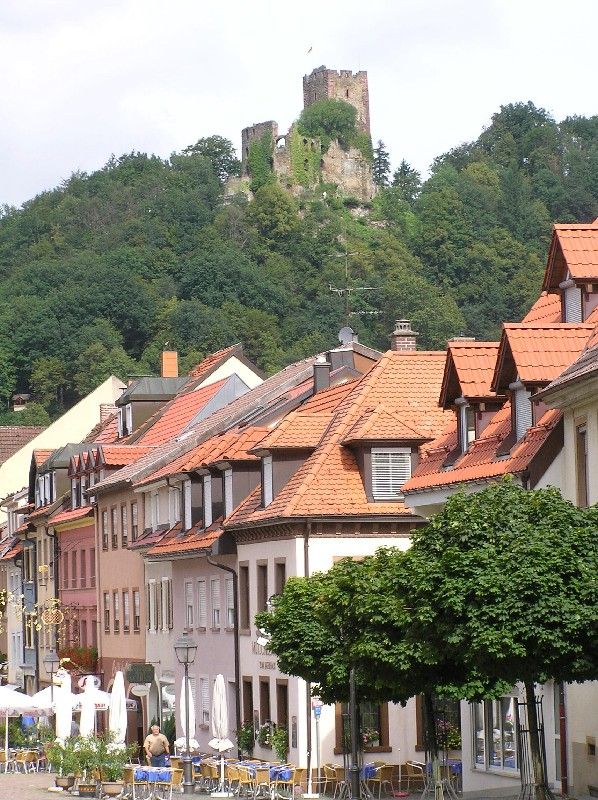
Dans la vieille-ville.

La ville est située dans la vallée de la rivière Elz, au pied du mont Kandel dans la partie sud-ouest de la Forêt-Noire, près de la sortie vers le fossé rhénan. Le centre-ville se trouve à environ 10 km à l'est de Emmendingen et à 16 km au nord-est de Fribourg-en-Brisgau. En plus du centre-ville, le territoire communal comprend les localités de Buchholz, Kollnau, Siensbach et Suggental.
La ville est connue pour ses fabricants d'orgues mécaniques ainsi que pour la taille des pierres précieuses et aussi la célèbre entreprise de montagnes russes Mack rides Gmbh. Elle borde la route allemande de l'horlogerie.

## Histoire

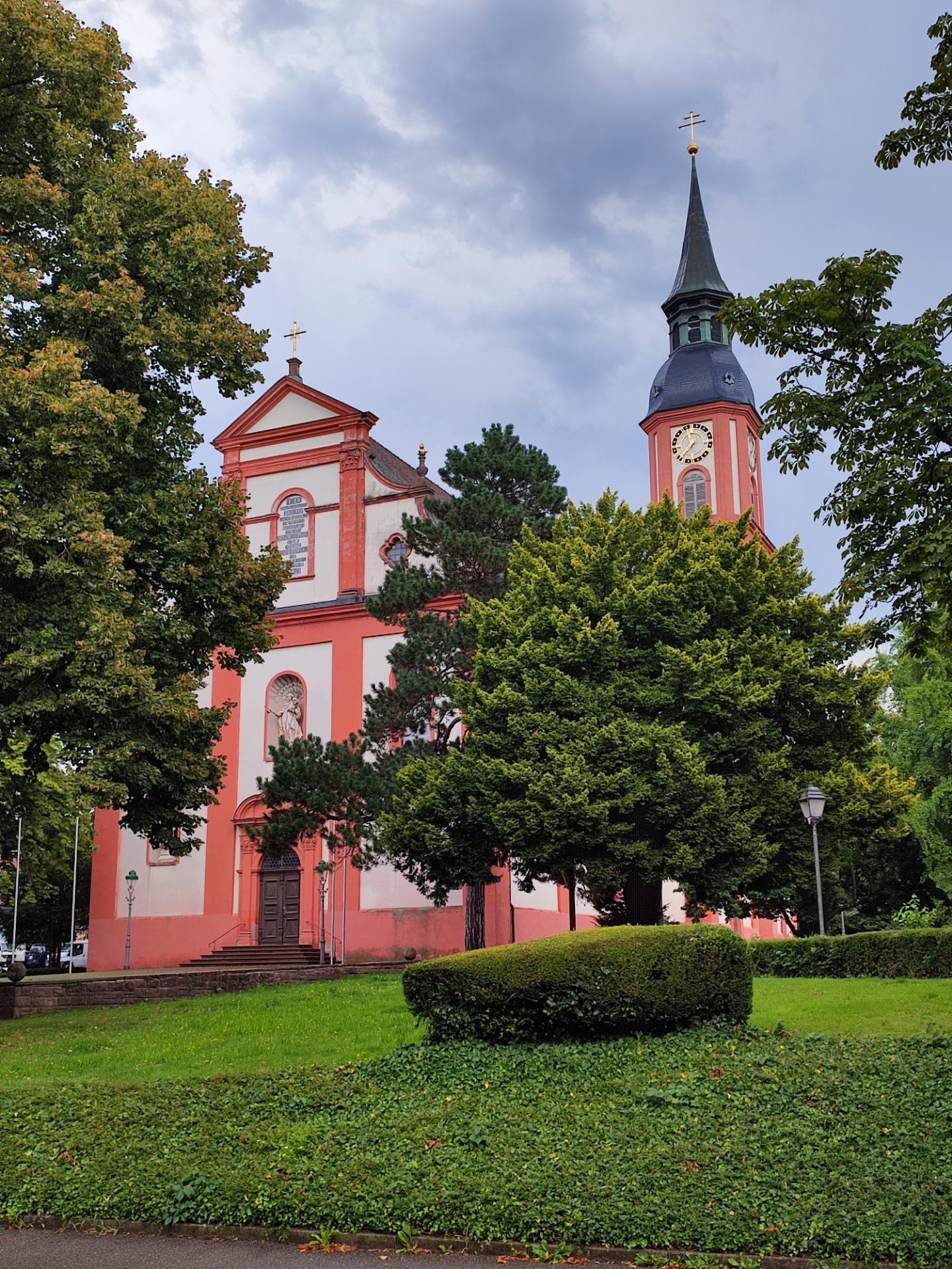
Collégiale Sainte-Marguerite.

L'histoire de la ville remonte à l'ancien couvent bénédictin de Sainte-Marguerite fondé dans la vallée de l'Elz vers 926 par le duc Burchard II de Souabe. Le monastère à été élevé au statut d'abbaye impériale par Otton III, roi des Romains, en 994. Waldkirch a reçu les droits de ville par acte du 8 août 1300. Le couvent a été transformé en chapitre des chanoines en 1430.
Le domaine a été acheté par l'archiduc Ferdinand II d'Autriche en 1567 et donc incorporé dans les pays du Brisgau au sein de l'Autriche antérieure. La collégiale Sainte-Marguerite fut reconstruite en style baroque d'après le plans de Peter Thumb entre 1732 et 1734 ; elle possède à l'intérieur un riche mobilier. Les fresques du plafond sont remarquables, ainsi que le Buffet du Grand-Orgue de tribune, construit en 1869 par Eberhard Friedrich Walcker. Autour de l'église, subsistent de jolies demeures du XVIIIe siècle.
L'église évangéliste est également remarquable par les marqueteries des stalles et les sculptures des portes intérieures du bâtiment.

## Jumelage
- Sélestat (France) depuis 1966
- Chavanay (France) depuis 1994
- Liestal (Suisse) depuis 1989
- Montignies-sur-Sambre (Belgique)
- Worthing (Royaume-Uni) depuis 1997
- Follonica (Italie) depuis 2014

## Personnalités liées à la commune
- Albert Koebele (1853–1924), entomologiste ;
- Georg Scholz (1890–1945), peintre ;
- Franz Mack (1921–2010), entrepreneur ;
- Daniel Schwaab (né en 1988), footballeur.